# Qeqertaq Avannarleq
Qeqertaq Avannarleq（格陵蘭語意为'最北方的島嶼'）是位於北冰洋的島嶼，發現於2021年8月，目前的Qeqertaq Avannarleq僅為非官方名稱，因為這個島並不存在於紀錄裡。Qeqertaq Avannarleq位於北極圈內，已知為格陵兰的陸地界限北端。島嶼主要由海底泥漿和冰磧組成，而冰磧是冰川留下的鬆散碎片的堆積物。關於它的創建的一種理論是，它是在一場猛烈的風暴中相對較新形成的。該島嶼是目前已知是地球上最北端以及最靠近北極點的陸地。

## 參看
- 咖啡馆岛
- 最北陸地列表（英语：Most northerly point of land）
- 格陵蘭島嶼列表（英语：List of islands of Greenland）